# Totenhütte von Benzingerode

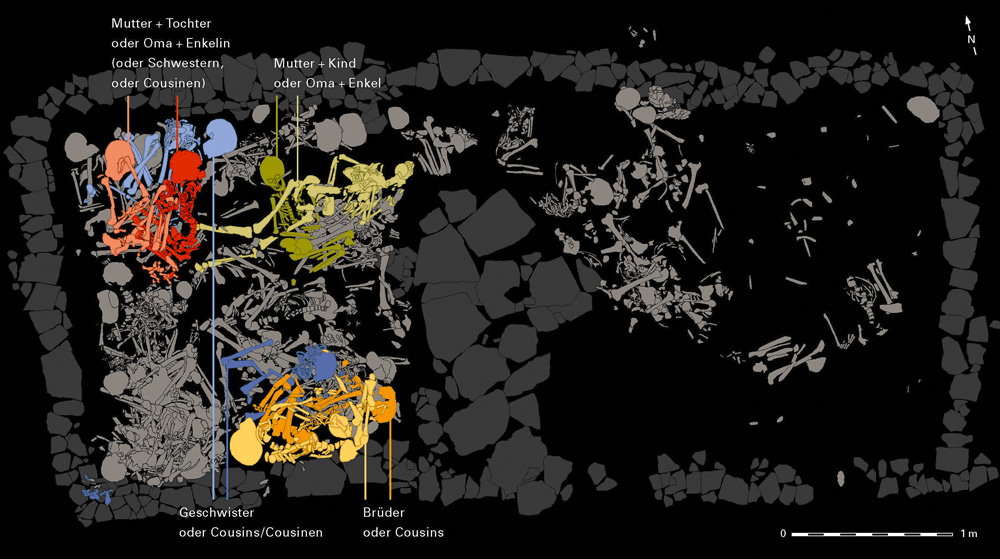
Grundriss der Totenhütte von Benzingerode

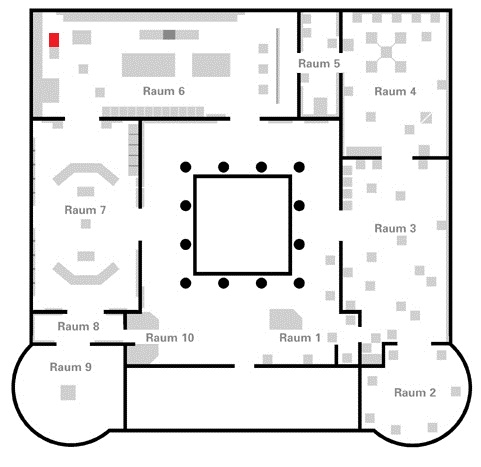
Die Totenhütte von Benzingerode befindet sich im Raum 6 der Dauerausstellung des Landesmuseums für Vorgeschichte in Halle (Saale)

Die Totenhütte von Benzingerode ist ein bei archäologischen Untersuchungen im Nordosten von Benzingerode im nördlichen Harz entdecktes Gemeinschaftsgrab, das anhand der geborgenen Funde der jungsteinzeitlichen Bernburger Kultur (3100–2700 v. Chr.) zugeordnet werden kann.
Die Totenhütte wurde 2001 bei Grabungen im Rahmen des Baus der Bundesstraße 6n entdeckt und bestand aus einem Steinplattenfundament in einer etwa 50–60 cm tiefen Grube, auf welchem eine etwa 17 m2 große, hölzerne Grabkammer errichtet wurde. Die Archäologen gehen von einem großen zweigeteilten, begehbaren Grabraum aus. Dieser war vermutlich mit einem Flachdach versehen und wurde letztlich mit Steinen abgedeckt und mit Erde überhügelt. Der genaue Aufbau der Holzhütte ist rein spekulativ, da sich keinerlei Holzreste erhalten haben.
Der Grabraum war für mehrere nachfolgende Bestattungen vorgesehen. Anthropologische Untersuchungen der gefundenen Skelette ergaben eine Mindestanzahl von 46 sowohl weiblichen als auch männlichen Individuen unterschiedlichen Alters. Genetische Untersuchungen von 21 Individuen weisen auf eine nahe biologische Verwandtschaft der Bestatteten hin.

## Fundort
Benzingerode befindet sich im Nordharz (Landkreis Harz in Sachsen-Anhalt) in der Nähe der Bundesstraße 6 und ist ein Ortsteil der etwa fünf Kilometer westlich gelegenen Stadt Wernigerode.

### Lage der Fundstelle
Die Fundstelle liegt im Nordosten von Benzingerode, etwa 50 Meter westlich des Hellbaches in einer Höhe von 187 m ü. NN.  Die Totenhütte selbst befindet sich auf einer weichselzeitlichen Schotterablagerung des Hellbaches. In einigen Bereichen liegt dem Schotter eine dünne Lössschicht auf. Die gesamte Fläche ist mit 30 bis 40 cm dickem Humus bedeckt, der bei direkter Auflage auf dem Schotter stark mit Steinen durchmischt ist.

### Forschungsgeschichte zur Fundstelle
In den Jahren 1975 bis 1983 wurden nach Tiefpflügarbeiten zahlreiche Scherben der Linienbandkeramik (LBK), Späten Bronze-/Frühen Eisenzeit (SBZ/EZ) sowie des Mittelalters gefunden. Auskunft zu diesen Funden geben die Ortsakten des Landesamtes für Denkmalpflege und Archäologie Sachsen-Anhalt. Auch Luftbilder aus jüngerer Zeit ließen aufgrund erkennbarer Bewuchsmerkmale archäologische Befunde vermuten.
Zudem existieren zwei große Menhire, die von der Fundstelle aus sichtbar sind, in den Gemarkungen Benzingerode und Derenburg. Den Ortsakten zufolge standen im Umkreis (zwischen Benzingerode und Heimburg) insgesamt fünf Menhire, deren genaue Lage jedoch nicht mehr bekannt ist. Aufgrund der unsicheren Datierung dieser Menhire bleibt ein Zusammenhang zur Totenhütte jedoch ungeklärt.

## Entdeckung und Befund
Die Totenhütte wurde 2001 bei archäologischen Notgrabungen im Rahmen des Großbauvorhabens der Bundesstraße 6n entdeckt. 

Die Ausgrabungen auf der Trasse bei Benzingerode und Heimburg im Landkreis Harz begannen im März 2001 und umfassten eine Fläche von etwa zweieinhalb Kilometer Länge und 30 Meter Breite (60 Meter Breite bei einer geplanten Parkplatzfläche). Aufgrund ihrer Größe wurde die Grabungsfläche in drei Abschnitte und Grabungsteams unterteilt, wobei letztlich in allen Flächen zahlreiche Befunde unterschiedlicher Kulturen zum Vorschein kamen.

### Fundumstände und Dokumentation
Die Überreste der Totenhütte kamen im Spätherbst 2001, kurz vor dem geplanten Grabungsende, im Bereich der letzten Schnitte nahe der Containerstellfläche zu Tage.
Bei der anschließenden, bis Ende Juli 2002 andauernden Untersuchung nutzte man die Möglichkeit der digitalen Dokumentationstechnik zur genauen Erfassung des komplexen Befundes mit den zahlreichen gut erhaltenen Bestattungen. Aufgrund zahlreicher Messdaten und der mehr als zweihundert aufgenommenen Bilder konnten schließlich Pläne und Umzeichnungen erstellt und die exakte Lage aller Skelette und Funde dauerhaft nachvollziehbar dokumentiert werden.

### Befund: Totenhütte
Zu Beginn zeigte sich der langrechteckige etwa neun Meter lange und vier Meter breite Befund (Planum 1) dem Anschein nach unberührt, er war sehr gut erhalten und wies oberflächig zunächst keinerlei Störungen oder Funde auf. Erst im dritten Planum, nach Abtrag von zwei Steinschichten und etwa 30 cm Erde, waren zahlreiche Skelette erkennbar.
Zudem zeigte sich die architektonische Struktur der Totenhütte. So fand man einen trapezförmigen Zugang im Osten der Anlage und ein 50–70 cm unter der Erdoberfläche liegendes, umlaufendes Steinplattenfundament im untersten Planum. Aufgrund von senkrecht aufgestellten Steinen im Bereich des Steinplattenfundaments wird von den Archäologen eine hölzerne Grabkammer rekonstruiert. Zudem wurden weitere Bereiche mit ausgelegten Steinplatten gefunden. Das beim Bau der Hütte verwendete Gestein stammt, wie petrologische Untersuchungen der geborgenen Steine (etwa 4,5 t) gezeigt haben, aus der unmittelbaren Umgebung der Fundstelle bzw. aus Steinbrüchen aus dem Harz.
Des Weiteren konnten zwei Bauabschnitte bzw. -phasen im Verlauf der Freilegung dokumentiert werden.

## Rekonstruktionsversuch
Da der archäologische Befund nicht alle Details wiedergeben kann, ist eine exakte, originalgetreue Wiedergabe der Totenhütte von Benzingerode unmöglich. Dennoch versuchte sich die Ausgräberin Birgitt Berthold anhand der Befundpläne an einer Rekonstruktion der Totenhütte: 

In einer etwa 50–60 cm tiefen Grube wurde ein Steinplattenfundament ausgelegt, auf welches die etwa 17 m² große, hölzerne Grabkammer gesetzt wurde. Dabei wurde die Kammer in einigen Bereichen mit weiteren Steinplatten verstärkt. 

Die beiden Bauabschnitte bzw. -teile werden als etwa gleichzeitig angesehen, so dass man von einem großen, zweigeteilten Grabraum ausgehen kann. Der genaue Aufbau der Holzhütte ist dabei rein spekulativ, da sich keinerlei Holzreste erhalten haben. Auch über die Höhe der Hütte können nur Vermutungen angestellt werden. Die Ausgräberin gibt zu bedenken, dass die Kammer zumindest begehbar gewesen sein und dass es genügend Platz für die „Stapelung“ der Bestatteten gegeben haben muss. 

Der Eingang befand sich an der östlichen Schmalseite und war über eine rampenartige Vertiefung zugänglich. Aufgrund von fehlenden tiefen Pfostengruben im Befund, die für die Stützung eines Giebeldaches vonnöten gewesen wären, wird ein Flachdach vermutet. Der ganze Bau wurde letztlich mit Steinen abgedeckt und mit Erde überhügelt.

## Funde: Bestattungen und Beigaben

### Bestattungen
Der Bestattungsritus der Bernburger Totenhütten steht in der Kollektivgrabsitte der Megalithkultur. So gab es auch in Benzingerode einen Grabraum für mehrere nachfolgende Bestattungen, wobei sich die Skelette hauptsächlich im westlichen Teil der Hütte befanden. 

Die an die Grabungen anschließenden anthropologischen Untersuchungen der Skelette ergaben eine Mindestanzahl von 46 sowohl weiblichen als auch männlichen Individuen unterschiedlichen Alters (außer der Altersstufe senil). Da bei (Nach-)Bestattungen möglicherweise Skelettteile oder ganze Skelette entfernt wurden, könnten es möglicherweise auch mehr Individuen gewesen sein. Grund für diese Überlegung sind zwei größere Knochenteilverbände, die im Osten der Totenhütte geborgen und keinem anderen Individuum zugewiesen werden konnten (Individuum 47 und 48). Vereinzelte Brandspuren sowohl an Menschen- als auch Tierknochen weisen ebenfalls auf Nachbehandlungen bzw. rituelle Handlungen hin. 

| Altersklasse | männlich | vermutlich männlich | weiblich | vermutlich weiblich | indifferent | nicht bestimmt (n. b.) | Σ  |
| --- | -------- | ------------------- | -------- | ------------------- | ----------- | ---------------------- | -- |
| Infans | –        | –                   | –        | –                   | –           | 16                     | 16 |
| juvenil | 1        | –                   | 2        | –                   | –           | 3                      | 6  |
| adult | 8        | 1                   | 3        | –                   | 1           | 2                      | 15 |
| matur | 1        | 2                   | 3        | 1                   | –           | –                      | 7  |
| n. b. | –        | –                   | –        | –                   | –           | 2                      | 2  |
| Σ | 10       | 3                   | 8        | 1                   | 1           | 23                     | 46 |
| Σ Geschlecht | 13       | 13                  | 9        | 9                   | 24          | 24                     | 46 |
| Fazit: etwas mehr Männer als Frauen/vorwiegend Frauen im gebärfähigen Alter/ etwa 50 % Kinder und Jugendliche (üblich wegen hoher Kindersterblichkeit) |          |                     |          |                     |             |                        |    |

| Ausrichtung/ Lage                                                                | linker Hocker | rechter Hocker | Bauchlage | Rückenlage | kniend | keine Aussage | Σ  |
| -------------------------------------------------------------------------------- | ------------- | -------------- | --------- | ---------- | ------ | ------------- | -- |
| Nord-Süd                                                                         | 8             | 1              | –         | –          | 1      | 6             | 16 |
| Süd-Nord                                                                         | –             | 2              | 1         | 2          | –      | 2             | 7  |
| Ost-West                                                                         | 3             | 3              | 3         | –          | –      | 2             | 11 |
| West-Ost                                                                         | 2             | –              | –         | –          | –      | 1             | 3  |
| keine Aussage                                                                    | –             | –              | –         | –          | –      | 11            | 11 |
| Σ                                                                                | 13            | 6              | 4         | 2          | 1      | 22            | 48 |
| Fazit: vorwiegend linksseitige Hockerbestattungen unterschiedlicher Ausrichtung. |               |                |           |            |        |               |    |

Die Toten wurden in acht erkennbare, nicht vollständig abgegrenzte Bereiche, bei B. Berthold ‚Quartiere‘ genannt, niedergelegt. Die Bestattungen waren, wenn noch in situ befindlich, in bis zu drei übereinander liegenden Schichten, größtenteils mit derselben Ausrichtung, anzutreffen. Der Grund der Niederlegung in diese verschiedenen Bereiche bleibt allerdings ungeklärt. Eine Aufteilung nach Geschlecht oder Alter ist nicht erkennbar. Bei der genetischen Untersuchung von 21 Individuen konnten jedoch vier Individuenpaare mit derselben weiblichen Abstammungslinie ermittelt werden. Somit ist bei diesen Individuen eine nahe biologische Verwandtschaft sehr wahrscheinlich. Auffallend hierbei ist, dass drei der vier Paare in direktem Kontakt, also neben- oder übereinander bestattet wurden.

### 14C-Datierung einzelner Bestattungen
14C-Untersuchungen des physikalischen Instituts der Universität Erlangen an fünf Skeletten und einem Teilverband ergaben eine Datierung in die frühe Bernburger Kultur.
| Individuum | Proben-Nr. | BP / Fehler | cal BC    | Quartier                        |
| --- | ---------- | ----------- | --------- | ------------------------------- |
| 3 | 5554       | 4423 ± 62   | 3101–2919 | E (im Osten der westl. Fläche)  |
| 6 | 5555       | 4410 ± 60   | 3101–2919 | B (im Westen der westl. Fläche) |
| 18 | 5556       | 4418 ± 65   | 3101–2919 | B (im Westen der westl. Fläche) |
| 14 | 5557       | 4438 ± 60   | 3104–2919 | G (im Osten der westl. Fläche)  |
| 20 | 5558       | 4593 ± 65   | 3251–3098 | G (im Osten der westl. Fläche)  |
| 43 | 5559       | 4500 ± 63   | 3343–2928 | H (mittig im Norden der Hütte)  |
| BP: unkalibrierte Kohlenstoffjahre Before Present, d. h. vor 1950 cal BC: kalibrierte Kalenderjahre Before Christ (v. Chr.) |            |             |           |                                 |

Aufgrund der hohen Standardabweichung von rund sechzig Jahren ist dabei keine genaue Belegungsabfolge zu ermitteln. Lediglich eine grobe zeitliche Abfolge innerhalb der einzelnen Quartiere und zwischen den Bereichen der westlichen und östlichen Teilflächen selbst kann dadurch ermittelt werden. Insgesamt betrachtet, lässt sich auf eine Nutzung in mehreren Phasen schließen, die nur schwer im Detail nachempfunden werden kann. Im Allgemeinen geht die Ausgräberin bei der Totenhütte von einem etwa fünfzig Jahre andauernden Belegungszeitraum aus.

### Beigaben

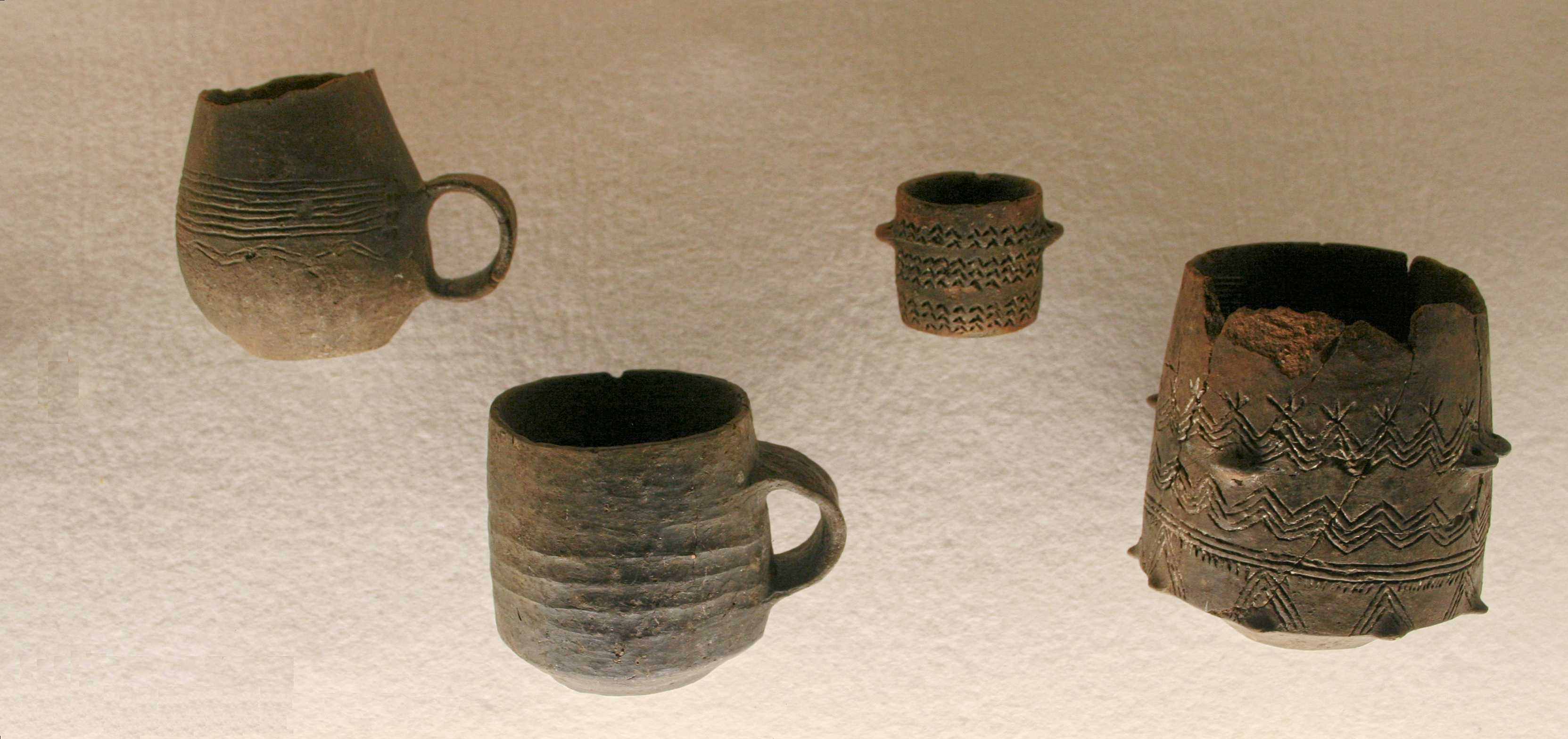
Keramikfunde aus der Totenhütte von Benzingerode

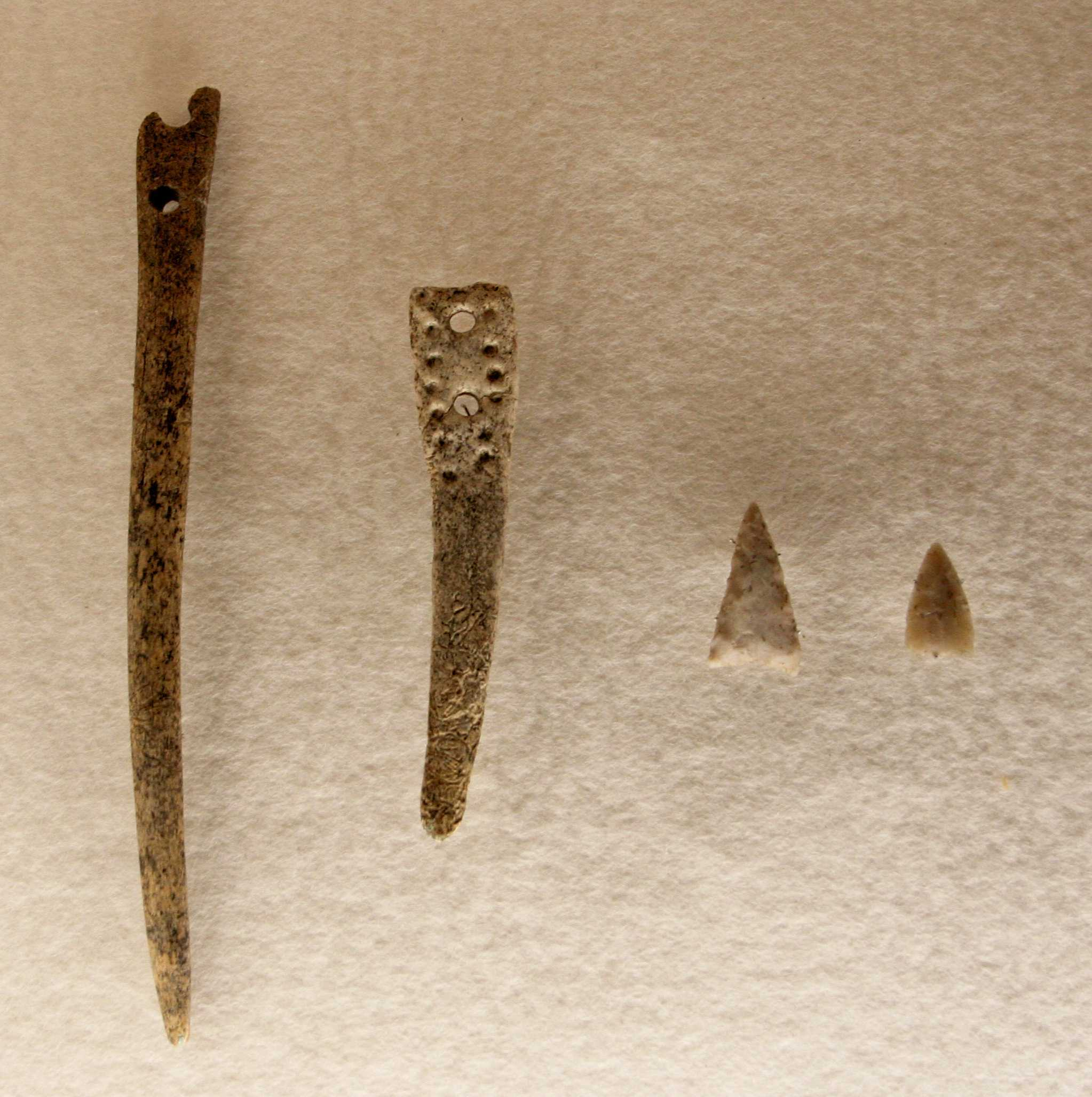
Pfeilspitzen- und Nadelfunde aus der Totenhütte

Zwischen den Toten wurden insgesamt zwölf, zum Teil unbeschädigte Gefäße und 18 Keramikscherben gefunden, die sich keinem Individuum, sondern lediglich verschiedenen Quartieren und Bestattungsebenen zuordnen lassen. Die Ausgräberin vermutet aufgrund der geringen Fundzahl, dass auch die Keramik verschoben oder ausgeräumt wurde. Bei den Gefäßen handelt es sich, bis auf eine frühbronzezeitliche Aunjetitzer Tasse ausschließlich um bernburgzeitliches Keramikinventar, wie verzierte Tassen, Tonnengefäße (darunter ein Miniaturgefäß) und Fragmente einer Tontrommel. Der Ton weist eine feine Magerung auf und wurde hart gebrannt; die Oberflächen wurden geglättet. An einem Gefäß konnten Reste von weißer Inkrustation festgestellt werden. Die Keramik datiert in die klassische Bernburger Kultur der Stufe 2/3. 

Außerdem fand man vier kleine Feuersteinabschläge bzw. -splitter, ein Quarzitmesser und zwei Pfeilspitzen, von denen sich eine auf dem Brustbein eines der Individuen befand und als Beigabe oder Geschoss zu verstehen ist. 

Zu den weiteren Funden zählen über zweihundert durchbohrte Tierzähne, die teils als dicht nebeneinanderliegende Ketten, teils einzeln auf oder neben den Skeletten gefunden wurden. Des Weiteren fand man drei Fuchskieferfragmente und zwei Nadeln aus Knochen und Geweih. Einige dieser Funde konnten einzelnen Individuen als eventueller Trachtbestand zugewiesen werden. Weitere 56 unbearbeitete Tierknochen streuten über den gesamten Befund.